# Ла-Монтань (Атлантическая Луара)
Ла-Монтань (фр. La Montagne) — коммуна на западе Франции, находится в регионе Пеи-де-ла-Луар, департамент Атлантическая Луара, округ Нант, кантон Сен-Бревен-ле-Пен. Расположена в 14 км к юго-западу от Нанта, в 8 км от автомагистрали E3 (N844), на левом берегу реки Луара.
Население (2017) — 6 231 человек.

## История
Коммуна является частью территории провинции Бретань, Земли Ре и агломерации Нант. До 1877 года Ла-Монтань была частью коммуны Сен-Жан-де-Буазо. Это была сельская община до конца XVIII — начала XIX века, когда развитие промышленности, в том числе открытие в 1777 году арсенала в Эндре на противоположном берегу Луары, изменило ситуацию: здесь стали селиться приезжие рабочие, что привело к значительному росту населения и вызвало определённые трения между местными жителями и приезжими.
2 и 3 апреля 1794 года во время Вандейского мятежа 209 жителей соседней коммуны Бугне были расстреляны республиканцами в шато Ос.

## Достопримечательности
- Неоготическая церковь Нотр-Дам 1868 года
- Шато д’Ос XVIII века

## Экономика
Структура занятости населения:
- сельское хозяйство — 0,0 %
- промышленность — 16,0 %
- строительство — 3,9 %
- торговля, транспорт и сфера услуг — 56,3 %
- государственные и муниципальные службы — 23,8 %

Уровень безработицы (2017 год) — 9,2 % (Франция в целом — 13,4 %, департамент Атлантическая Луара — 11,6 %). 

Среднегодовой доход на 1 человека, евро (2017 год) — 22 140 (Франция в целом — 21 110, департамент Атлантическая Луара — 21 910).

## Демография
Динамика численности населения, чел.

## Администрация
Пост мэра Ла-Монтань с 2020 года занимает Фабьен Грасья (Fabien Gracia). На муниципальных выборах 2020 года возглавляемый им левый блок победил в 1-м туре, получив 55,10 % голосов.
| Период | Период | Фамилия        | Партия                               | Примечания |
| ------ | ------ | -------------- | ------------------------------------ | ---------- |
| 1977   | 1995   | Рене Гийяр     | Социалистическая партия              |            |
| 1995   | 2005   | Франсис Лепине | Социалистическая партия Разные левые |            |
| 2005   | 2014   | Лилиан Плантив | Разные левые                         |            |
| 2014   | 2020   | Пьер Э         | Разные левые                         |            |
| 2008   |        | Фабьен Грасья  | Разные левые                         |            |

## Города-побратимы
- Штадтольдендорф, Германия